# Vassili Kassiane
Vassili Ilitch Kassiane (en ukrainien : Василь Ілліч Касіян), né le 15 janvier 1896 à Mykoulyntsi, alors au sein de l'Empire austro-hongrois, mort le 29 juin 1976 à Kiev en RSS d'Ukraine, est un graphiste soviétique d'origine ukrainienne. Il a été fait artiste du peuple de l'Union soviétique en arts plastiques (ru) en 1944, héros du travail socialiste en 1974. Membre du parti communiste de l'Union soviétique depuis 1946, ses œuvres relèvent de l'art académique soviétique.

## Biographie
Il naît le 1er (15)[pas clair] janvier 1896 en Autriche-Hongrie au sein d'une famille nombreuse. Il montre très tôt le goût pour les arts. Il obtient son diplôme d'études secondaires à Kolomyia. Il combat dans les rangs de l'armée austro-hongroise pendant la Première Guerre mondiale.
Après la guerre, en Tchécoslovaquie, il a étudié les beaux-arts de 1920 à 1926 à l'Académie des beaux-arts de Prague. Il suit les cours du professeur Max Švabinský, alors directeur de l'académie et plus grand peintre tchécoslovaque. Il étudie également les gravures, tant occidentales qu'orientales. Ceci l'inspire fortement, et il produit une première série d'œuvres gravées, portraits, scènes de genre, illustrations, tirant son inspiration en particulier des gravures ukrainiennes du XVIe au XVIIIe siècle. Au fil des années, il apprend à maîtriser la linogravure et les techniques de l'eau-forte, réalise des clairs-obscurs dans le style de Rembrandt. On peut voir ceci dès ses œuvres de 1922 comme Лепта (mite) ou Гайдамаки (Les Haïdamaques).
En 1923, il s'installe en Union soviétique, et prend la nationalité soviétique à l'issue de ses études, en 1927, alors qu'il est déjà un graphiste reconnu. Arrivé à Kiev en 1927, il devient professeur à l'Académie nationale des Beaux-arts et d'Architecture.
En 1930, il s'installe à Kharkiv où il contribue à la fondation de l'Institut de polygraphie ukrainien. Entre 1930 et 1941, il travaille à l'Académie d'État d'art de Kharkiv (uk). Il illustre à cette époque Les Soirées du hameau de Nicolas Gogol et В широкий мир (Dans le monde vaste) d'Andreï Golovko (de). Il réalise également une série d'eaux-fortes, intitulée Кобзаря (Kobzars) en 1934, qui fait forte impression.
Dès le déclenchement de l'opération Barbarossa en 1941, Kassiane contribue au journal de l'Armée rouge Aгитокон (« Aguitokon ») édité à Kharkiv. Du fait de l'avancée de l'armée allemande, il est évacué avec les personnels des instituts d'art de Kiev et de Kharkiv à Talgar près d'Almaty, puis sur Samarkand.
Là, il manifeste clairement son talent comme affichiste. Il réalise une série d'affiches de propagande, comme Пленные фашисты (Prisonniers fascistes), Свои пришли, Нападение партизан на фашистов, занявших село (L'attaque par les partisans des fascistes qui ont occupé le village) ou encore Все силы народа на разгром врага (Toutes les forces du peuple pour vaincre l'ennemi). Une des meilleures affiches politiques pendant la guerre a été son В бой, славяне! (Au combat, Slaves !) de 1942, œuvre pour laquelle il reçoit un prix de la part de l'État.
Après-guerre, Vassili Kassiane enseigne à l'Institut d'art de Kiev, dirige le département des beaux-arts de l'Institut académique de l'art, du folklore et de l'ethnographie Maxime Rylski et devient membre de jury de thèse. En 1947, il devient membre de l'Académie des beaux-arts d'Union soviétique. Il est à deux reprises, en 1944 puis en 1962-1968, élu président de l'Union des artistes ukrainiens, ramification en RSS d'Ukraine de la toute puissante Union des artistes soviétiques (en). Il est considéré comme un membre des Forces armées de l'URSS, avec quatre citations.
En 1961, l'une de ses œuvres réalisée en 1960 est présentée lors de la 6e Biennale de São Paulo, Retraite de Taras Chevtchenko. En 1964, il reçoit le prix national Taras-Chevtchenko récompensant son œuvre et tout particulièrement les illustrations de l'édition du Kobzar et du roman d'Oksana Ivanenko (1906 — 1997) Les chemins de Taras.
Il décède le 29 juin 1976. Il est enterré au cimetière Baïkov de Kiev.

## Œuvres et style
Les gravures de Kassiane — Забастовка (« Grève »), gravure sur bois, 1926 ; Днепрострой (« Dniepr »), série de linogravures, 1932-1934 ; В. И. Ленин и Украина (« Lénine et l'Ukraine »), série de gravures, 1947 — ainsi que ses affiches de la Grande Guerre patriotique (1941-1945), ses illustrations pour les œuvres classiques des littératures ukrainienne et russe sont marquées d'une exaltation romantique.
Par la suite, l'illustration d'ouvrages prend une place majeure dans son œuvre. Il illustre ainsi les ouvrages des grands auteurs ukrainiens comme Ivan Franko, Mykhaïlo Kotsioubynsky ou Lessia Oukraïnka, et d'autres encore. Mais son sujet de prédilection est Taras Chevtchenko, le grand poète ukrainien, pour les œuvres duquel il travaille beaucoup. Il réalise cinq séries de gravures pour son Kobzar, et illustre également ses Haïdamaques. En plus de donner des cours, il écrit également trente articles sur Chevtchenko.
En 1942, il déclare : « j'ai illustré et gravé pour cent-deux livres (Chevtchenko, Franko, Maïakovski, Gogol, Takje et Detskie). À l'heure actuelle, j'ai fait cinq-cents gravures, cent aquarelles, deux-cent-cinquante dessins sur le prolétariat de Prague, des cycles sur le DnieproGuES et sur l'Usine de tracteurs de Kharkiv (ru). Au musée Lénine de Moscou (ru), j'expose six de mes œuvres, et trente autres au musée d'art graphique de Moscou. »
Son style est à l'origine de toute une école des arts graphiques ukrainiens. En plus de cette œuvre fondatrice pour les graphistes ukrainiens, Kassiane était un éminent érudit, historien de l'art et théoricien de l'art ukrainien.

## Honneurs
- Médaille marteau et faucille (ru) de héros du travail socialiste (11 janvier 1974)
- Ordre de Lénine (1974)
- Ordre du Drapeau rouge du Travail (2 juillet 1946)
- Artiste du peuple de l'Union soviétique en arts plastiques (1944)
- Prix de la RSS d'Ukraine Taras-Chevtchenko (1964) — pour son travail de longue haleine comme illustrateur et spécialiste de Taras Chevtchenko, en particulier l'illustration de Kobzar, pour son travail d'illustrateur pour l'ouvrage d'Oksana Ivanenko Тарасовы дороги (« La Route de Tarasov »)
- Prix de la RSS d'Ukraine (1971) - pour sa contribution à l'encyclopédie en six volumes Истории украинского искусства (« Histoire de l'art ukrainien, » Kiev, 1966—70).

## Postérité
- En 1982, à Sniatyn, ouvre le Musée d'art et de mémoire Vassili Kassiane, filiale du Musée d'art de l'oblast d'Ivano-Frankivsk. Devant l'entrée du musée se trouve une statue de l'artiste.
- En 1978, il est créé un Prix Vassili-Kassiane, décerné à l'auteur de la meilleure œuvre graphique de propagande ou affiche politique.
- Une plaque commémorative a été apposée sur la façade de la maison qu'il a habitée entre 1944 et 1976 à Kiev. La rue porte désormais son nom.
- Sa tombe a été ornée d'un monument funéraire à sa gloire.